# Parafia Matki Bożej Królowej Polski w Drwinii
Parafia pw. Matki Bożej Królowej Polski w Drwinii – parafia rzymskokatolicka znajdująca się w diecezji tarnowskiej w dekanacie Uście Solne. Erygowana w 1980. Mieści się pod numerem 71. Prowadzą ją księża diecezjalni.